# اونگورهورنر
اونگورهورنر (به لاتین: Unghürhörner) یک کوه در سوئیس است که در کانتون گراوبوندن واقع شده‌است. اونگورهورنر ۲٬۹۹۴ متر بالاتر از سطح دریا واقع شده‌است.